# Johann Jakob von Thurn

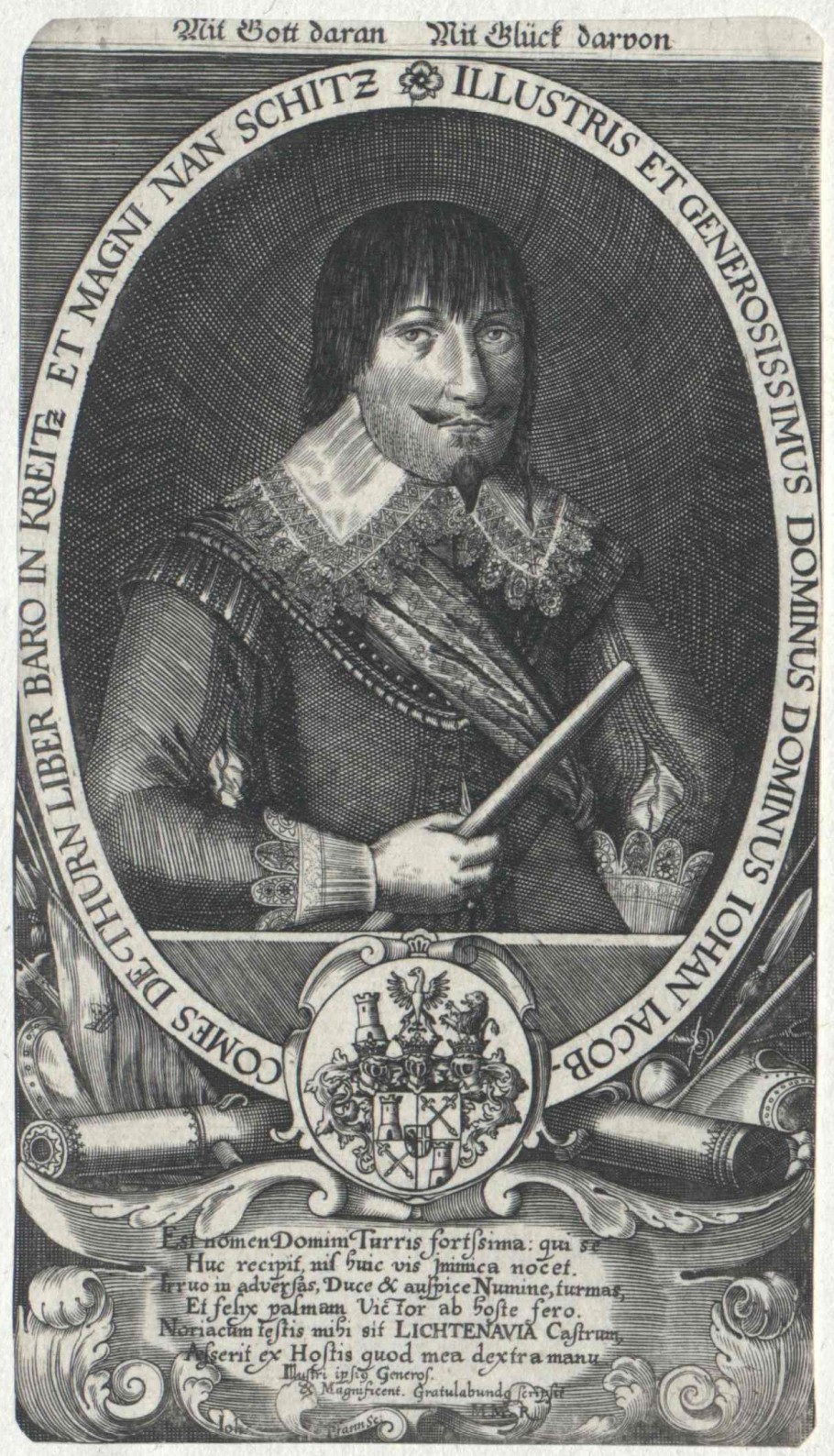
Johann Jakob Graf von Thurn und Valsassina. Kupferstich durch Johann Pfann, 17. Jahrhundert. Standort: Herzog August Bibliothek Wolfenbüttel

Johann Jacob Thurn-Valsassina, auch Johann Jakob Graf von Thurn (* 1602; † 1. Januar 1643) war ein schwedischer Feldherr im Dreißigjährigen Krieg.

## Leben
Johann Jakob Graf von Thurn stammte aus einer protestantischen Familie in Mähren. Er war Sohn des Görzer Statthalters Franz von Thurn-Valsassina (1509–1586) und seiner zweiten Ehefrau (⚭ 1560) Barbara Gräfin Schlik, Heinrich Matthias von Thurn war sein Bruder.
Zunächst 1618 im Heer der böhmischen Stände militärisch aktiv, unternahm er aber schon Anfang 1619 eine Studienreise durch verschiedene Städte Europas. Am Aufstand gegen die Habsburger nahm er zwar nicht teil, wurde aber seit seiner Rückkehr nach Mähren verfolgt. Daher ging er 1623 ins Exil.
1626 in Schlesien wurde Thurn Hauptmann im dänischen Regiment Kohn unter Ernst von Mansfeld. Einige Historiker sahen ihn im Rang eines Oberst, in der offiziellen Liste der dänischen Regimenter in Schlesien 1626/27 taucht er widersprüchlich dazu aber nicht auf. 1626 war er  am Einmarsch der Dänen in die nordmährischen Städte Mährisch Weißkirchen und Alt- und Neu-Titschein beteiligt. Er zeigte hohe mathematische und ingenieurtechnische Kenntnisse im Zusammenhang mit den Befestigungsarbeiten im Troppauer Land. 1627 in Sternberg kapitulierte er vor den kaiserlichen Truppen unter der Bedingung eines freien Abzugs seiner Garnison.

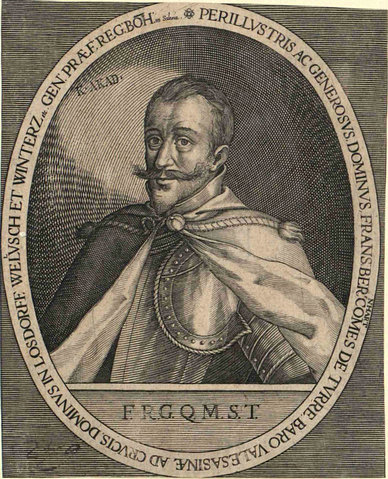
Franz Bernhard von Thurn-Valsassina.

Zwischen 1628 und 1629 ging er in schwedische Dienste unter König Gustav Adolf, wahrscheinlich aufgrund Einflusses seines Vetters und schwedischen Generalmajors Franz Bernhard von Thurn. 1630; nachdem die Schweden in Pommern eingetroffen waren, wurde Johann Jakob mit dem schwarzen Regiment bemächtigt. Es war 1629 in Ostfriesland von Claus Dietrich von Sperreuth für holländische Dienste zusammengestellt worden. Angeblich bestand es zunächst nur aus Musketieren.
Am Abend des 9. März 1632 half Thurn-Valsassinas Regiment dem schwedischen Feldmarschall Gustaf Horn bei der Verteidigung der Stadt Bamberg gegen den Feldherren der Katholischen Liga Johann T’Serclaes von Tilly, was ihnen aber nur bis Mitternacht gelang.
Thurns Armee war auch an der Schlacht bei Breitenfeld (1631), an der Schlacht an der Alten Veste (1632) und an der Schlacht bei Lützen (1632) beteiligt.
Am Morgen des 6. Septembers 1634 in der Schlacht bei Nördlingen unterstützte Thurs schwarzes Regiment gemeinsam mit dem gelben Regiment von Wulf von Schönbeck, insgesamt eine Infanteriebrigade von 1600 Mann, Gustav Horn beim Angriff auf die Neapolitaner unter Gaspare Toraldo de Aragon auf der nördlichen Seite des Albuch-Hügels. Nach einem Kupferstich Merians habe allein Thurns Regiment aus 1600 Mann bestanden, was Horns ausdrücklichem und nach Engerissers Beurteilung auch glaubhafterem Bericht widerspricht. Diese Schlacht verlor Thurn mit seiner Armee.
Auf Befehl des Herzogs Bernhard von Sachsen-Weimar sollte Thurn die Hauptstadt Würzburg dessen Herzogtums Franken verteidigen. Bei einem Überraschungsangriff am 14. Oktober 1634 wurde die Stadt jedoch von den kaiserlichen Truppen erobert. Nur 60 von Thurns Männern konnten sich in der Burg Marienberg in Sicherheit bringen. Nach drei Monaten Belagerung ergaben sie sich am 16. Januar 1635, wieder unter Bedingung des freien Abzugs. Der Herzog beschloss daraufhin den Arrest einiger Offiziere und auch von Oberst Thurn.
Im März 1637 verließ Thurn den militärischen Dienst. 1641 kehrte er unter Feldmarschall Torstensson in die schwedische Armee zurück, wo er bei einem Sturmversuch auf das kaiserlich besetzte Hirschberg ums Leben kam.